# Religie in Iran
Religie in Iran (census 2011)
Dit artikel behandelt religie in Iran.

## Geschiedenis
Het zoroastrisme was de belangrijkste religie in Iran tijdens het Achaemenidische Perzische Rijk (550–330 BCE), het Parthische Rijk (247 BCE – 224 CE) en het Sassanidische Rijk (224–651). In 651 veroverde het Kalifaat van de Rashidun Perzië en verspreidde er de islam als de dominante godsdienst. Aanvankelijk was het soennisme de overheersende vorm van de islam, maar na de Mongoolse verovering van Perzië (1219–1221) en de machtsovername van de Safawieden (1500) werd het sjiisme uiteindelijk de dominante versie van de islam die in Iran werd aangehangen.

## Demografie
Volgens de Iraanse census (volkstelling) van 2011 geloofde 99.38% van de Iraniërs in de islam, terwijl 0.2% van de bevolking geloofde in een van de drie officieel erkende minderheidsreligies: het christendom, het jodendom en het zoroastrisme. Omdat irreligie en andere religies echter niet erkend worden door het Iraanse regime was de werkelijke religieuze demografie van Iran onbekend. Volgens het CIA World Factbook associeerde ongeveer 90–95% van de Iraanse moslims zich met de sjiitische islam, de staatsgodsdienst, en ongeveer 5–10% met de soennitische en soefi takken van de islam. Het christendom, het jodendom en het zoroastrisme zijn officieel erkend en beschermd en hebben enkele voorbehouden zetels in het parlement van Iran. De op een na grootste Joodse gemeenschap in het Midden-Oosten woont in Iran. De grootste twee niet-islamitische minderheden in Iran zijn het bahai-geloof en het christendom. De bahai-gelovigen, die historisch gezien de grootste religieuze minderheid in Iran vormden, zijn tijdens hun bestaan in Iran vervolgd.
Afghanistan · Armenië · Azerbeidzjan · Bahrein · Bangladesh · Bhutan · Brunei · Cambodja · China (Tibet) · Cyprus · Egypte · Filipijnen · Georgië · India · Indonesië · Irak · Iran · Israël · Jemen · Jordanië · Kazachstan · Kirgizië · Koeweit · Noord-Korea · Zuid-Korea · Laos · Libanon · Malediven · Maleisië · Mongolië · Myanmar · Nepal · Oezbekistan · Oman · Oost-Timor · Pakistan · Qatar · Rusland · Saoedi-Arabië · Singapore · Sri Lanka · Syrië · Tadzjikistan · Thailand · Turkije · Turkmenistan · Verenigde Arabische Emiraten · Vietnam